# 蓋幸肯山
蓋幸肯山是拉脫維亞的一座山峰，海拔高度311,94米。這座山峰位於拉脫維亞中部的馬多納市鎮，是拉脫維亞的最高峰。雖然高度並不高，但這裡已發展為一個擁有三個滑道和一些旅館的滑雪度假區。

## 外部連結
- Gaiziņkalns on Latvian Tourism Portal （页面存档备份，存于）